# Hylophilus flavipes
Hylophilus flavipes е вид птица от семейство Vireonidae.

## Разпространение
Видът е разпространен във Венецуела, Колумбия, Коста Рика, Никарагуа, Панама и Тринидад и Тобаго.